# فيرخنيايا تيشانكا (فورونيج)
فيركنيايا تيشانكا (بالروسية: Верхняя Тишанка) هي مدينة في مقاطعة فورونيج أوبلاست في روسيا.
يبلغ عدد سكانها حوالي 3511 نسمة.